# Фирентински календар
Фирентински календар је коришћен у Италији у средњем веку. По овом систему, нови дан почиње заласком Сунца. Када се нпр. каже да је неко рођен „два сата унутар дана“, ово значи два сата после заласка Сунца. Ако је дан рођења забележен као 12. август, то би по модерном рачунању могао бити 11. август. Овакав начин рачунања је постојао (или постоји) и у келтском или хебрејском календару. Како је Јулије Цезар у својим "Галским ратовима" приметио: „они држе рођендане и почетке месеци и година у таквом поретку да дан долази после ноћи“.
Година није почињала 1. јануара, већ 25. марта (Благовести), због чега неки датуми/надневци изгледају као да се не слажу за годину дана. Нпр. датум 10. март 1552. (између поноћи и заласка Сунца) или 11. март 1552. (после заласка), би по модерном био 10. март 1553. Ово није било необично; Французи су пре увођења грегоријанског календара 1583, годину почињали на Ускрс, Венецијанци (Млетачка република) 1. марта а Енглези такође 25. марта (до 1752). Италија је била једна од ређих земаља која је одмах прешла са јулијанског календара на грегоријански: после 4. октобра 1582. (још увек јулијански), дошао је 15. октобар 1582.